# Desert Punk
Desert Punk (砂ぼうず, Sunabōzu) es un anime basado en un mundo destruido a causa de una guerra a escala mundial. La civilización del año 3000 (aprox.) que vivía en la "Era de la Oscuridad" finaliza con una guerra nuclear que altera el mundo y convierte a la mayoría del planeta Tierra en un inmenso desierto. El protagonista, Kanta Mizuno (水野 灌太 Mizuno Kanta), conocido como el "Rebelde del Desierto" o "Desert Punk", vive en el desierto de Kanto, ubicado en lo que antiguamente era Japón, como un mercenario a sueldo. Su fama se debe a que siempre termina sus trabajos y que usa distintas habilidades, en su mayoría algo caseras, para derrotar a sus enemigos.
Durante la serie se va conociendo cómo es su extrovertida personalidad. Kanto es el eje de una sociedad brutal adaptada a unos tiempos difíciles llenos de necesidades en los que sobreviven aquellas personas que más astucia tienen. En ocasiones el protagonista es engañado por ese tipo de gente y eso, añadido a su mala suerte (y su enferma atracción hacia las chicas hermosas), hará que se le vayan complicando sus aventuras a lo largo del argumento.
A partir de la mitad de la serie la historia se complica entrelazando a los personajes de la serie en un complot para derrocar al gobierno. En esta parte la serie adopta una trama seria que valdría la pena analizar a fondo. Destaca el análisis de la sociedad actual y de otros aspectos como la bondad, la avaricia, la venganza... (No se resume el resto del argumento para no desvelar el final de la serie).

## Resumen

### Personajes
- Desert Punk (nombre real: Kanta Mizuno (水野 灌太 Mizuno Kanta). Es el Rebelde del Desierto. Su habilidad, su carácter extrovertido y su exceso de hormonas harán que triunfe en el desierto árido de Kanto. Con el tiempo tomará una aprendiz a la que solamente aceptará al haber visto una foto de su supuesta madre, que parece bien dotada en el aspecto físico, y al haber dicho ella que de mayor sería igual físicamente que ella. Siente debilidad hacia el aspecto físico femenino.

- Kosuna (小砂, nombre real: Taiko Koizumi (小泉 太湖 Koizumi Taiko). Era discípula de un francotirador que quería derrotar a Desert Punk. Cuando Desert Punk le vence, Kosuna le abandona y pide a Desert Punk que sea su maestro. Desert Punk acaba accediendo pensando que en el futuro será su esclava sexual.

- Junko AsagirI (朝霧 純子 Asagiri Junko). Es el rival femenino de Desert Punk. Se aprovechará de él en todas las ocasiones que encuentre, incluso le pedirá que la proteja en una ocasión muy peliaguda. Utiliza su físico para dominar a los hombres y, generalmente, lo consigue.

- El Trío Metralleta (Fuyuo Kawaguchi (川口 冬夫 Kawaguchi Fuyuo). Son tres mercenarios, hermanos de Natsuko Kawaguchi. Tienen una relación de amistad/odio hacia Desert Punk. Desconfían tanto los unos de los otros que cuando van a hablar juntos son vigilados cada uno por francotiradores.

- Natsuko Kawaguchi (川口 夏子 Kawaguchi Natsuko). Es la hermana del Trío Metralleta. Ser objeto de burla y de intenciones obscenas por parte de Desert Punk cuando eran pequeños la llevó a estudiar por amor propio y a ingresar en el ejército del gobierno hasta llegar al puesto de capitán. Además, se desvelará que pertenece a un ejército rebelde que intenta derrocar al gobierno.

- Rain Spider (雨蜘蛛 Amagumo). Es el rival masculino de Desert Punk. En el enfrentamiento que tiene con Desert Punk se presenta como cobrador, y se dice que no solo te quita el dinero, sino también el alma. Al perder con Desert Punk pierde su trabajo, aunque eso no impedirá que su camino se cruce a lo largo de la serie con el de Desert Punk.

### Capítulos
| Número | Nombre en inglés y japonés                                                      | Nombre en español                                                                       |
| ------ | ------------------------------------------------------------------------------- | --------------------------------------------------------------------------------------- |
| 1      | "The Demon and The Double D's" "Akuma to Boin" (砂と、雨)                       | "El Demonio y las SuperPeras"                                                           |
| 2      | "Sand and Rain" "Suna to ame" (妖怪と、ボイン)                                  | "Lluvia y Arena"                                                                        |
| 3      | "Tank and Machine Gun" "Sensha to Mashingan" (戦車と、マシンガン)               | "El Tanque y el Trío Metralleta"                                                        |
| 4      | "Sniping and Footsteps"(狙撃と、足音)                                           | "Pisadas y BALAZOS"                                                                     |
| 5      | "Water Well and Trap"(井戸と、罠)                                               | "El Pozo y la Trampa"                                                                   |
| 6      | "Rocket and Wandering" "Roketto to Hourou" (ロケットと、放浪)                   | "Cohetes y Caminantes"                                                                  |
| 7      | "Master and Disciple" "Shishō to Deshi" (師匠と、弟子)                          | "Maestro y Aprendiz"                                                                    |
| 8      | "The dog-girl and rock" "Kenjō to Iwa" (犬女と、岩)                             | "La Piedra y la Perra"                                                                  |
| 9      | "Life and game" "Jinsei to Gēmu" (人生と、ゲーム)                               | "Vida y Juegos"                                                                         |
| 10     | "Keeper and treasure-seeker" "Banjin to Takara sagashi hito" (番人と、宝探し人) | "El Guardian y el Cazatesoros"                                                          |
| 11     | "Sin and punishment" "Tsumi to Batsu" (罪と、罰)                                | "Crimen y Castigo"                                                                      |
| 12     | "Girl and Rescue" "Shōjo to Kyūshutsu" (少女と、救出)                           | "El Rescate de una Adolescente"                                                         |
| 13     | "Ideals and reality" "Risō to Genjitsu" (理想と、現実)                          | "Ideales y Realidad"                                                                    |
| 14     | "Fine sand and Full Auto" "Kosa to Furuōto" (小砂と、フルオート)                | "Taiko Kosuna, Licencia para Matar"                                                     |
| 15     | "Sibling and Childhood friend" "Kyōdai to Osanajimi" (兄弟と、幼なじみ)         | "Hermanos y Amigos de la Infancia"                                                      |
| 16     | "Curry and Rice" "Karē to Raisu" (カレーと、ライス)                             | "Curry y arroz (este capítulo tuvo la colaboración del mangaka español Coré Hernández)" |
| 17     | "Junko and pursuer" "Junko to Tsuisekisha" (純子と、追跡者)                     | "Junko contra Depredador"                                                               |
| 18     | "Discouragement and Despair" "Zasetsu to Zetsubō" (挫折と、絶望)                | "Frustración y Desesperación"                                                           |
| 19     | "Up and Down" "Ue to Shita" (上と、下)                                          | "Arriba y Abajo"                                                                        |
| 20     | "Reverse and Convenience" "Ura to Ben" (裏と、便)                               | "El Mercenario y El Pringado (Parte 1)"                                                 |
| 21     | "Master and Disciple part 2" "Shishō to Desihi partⅡ" (師匠と、弟子partⅡ)       | "Maestro y Aprendiz" (Parte 2)                                                          |
| 22     | "Rain and Sea" "Ame to Umi" (雨と、海)                                          | "La Lluvia y el Mar"                                                                    |
| 23     | "Suspicion and Ambition" "Giwaku to Yabō" (疑惑と、野望)                        | "La Última Misión"                                                                      |
| 24     | "Taiko and Kanta" "Taiko to Kanta" (太湖と、灌太)                               | "Taiko y Desert Punk"                                                                   |

## Banda sonora de la serie
La banda sonora de la serie fue distribuida en dos partes.
La primera parte cuenta con los siguientes temas, ordenados por orden de reproducción:
- 01 Sand Mission (TV Size)
- 02 Sunabouzu no Theme
- 03 Haikyo
- 04 Inbou (Part.1)
- 05 Tabi no Gyoushounin Sabaku wo Iku
- 06 Junko no Theme
- 07 Amegumo no Theme (Part. 1)
- 08 Inbou (Part.2)
- 09 Machi no Fuukei
- 10 Kanashimi no Shuukan
- 11 Pinch!
- 12 Amegumo no Uta
- 13 Kono yo wa Barairo!
- 14 Mousou
- 15 Shinken na Manazashi
- 16 Kimete wa Mita Kedo
- 17 Akumu
- 18 Sunabouzu Tatakai no Theme
- 19 Kenka
- 20 Amegumo no Theme (Part.2)
- 21 Inbou (Part.3)
- 22 Sunabouzu no Uta
- 23 Shinobi Yoru Teki
- 24 Taiji
- 25 Sentou (Part.1)
- 26 Sentou (Part.2)
- 27 Bridge A~C
- 28 Kozuna no Theme
- 29 Utsukushiki Shunkan
- 30 Machi no Benriya
- 31 Sunabouzu Ekaki Uta (TV Size)

La segunda cuenta con estas otras canciones:
- 01. DESTINY OF THE DESERT (TV Size)
- 02. Sabaku de no Seikatsu
- 03. Utsukushiki Omoide
- 04. Sunabouzu no Theme [Piano Version]
- 05. Kaidou no Theme
- 06. Yashuu
- 07. Itsumo Genki
- 08. Tsurai Hibi
- 09. Sunabouzu no Theme [Another Version]
- 10. Machine Gun San Kyoudai
- 11. Tako no Nayami
- 12. Fuan
- 13. Tokushu Butai
- 14. Kougeki Junbi Kanryou
- 15. Arashi no Mae No...
- 16. Seifugun
- 17. Robot Tsuwamono
- 18. Kyodai Kenkyuusho
- 19. Benriya Kumiai no Uta
- 20. Mitsuru no Theme
- 21. Juugekisen
- 22. Dai Panic
- 23. Boukyaku
- 24. Hakkutsu
- 25. Akuma no Sunabouzu Tatakai no Theme
- 26. Suna to Shi no Ballad
- 27. Ousen
- 28. Kanta to Tako
- 29. Shinkirou (TV Size)